# 利曼區 (敖德薩州)

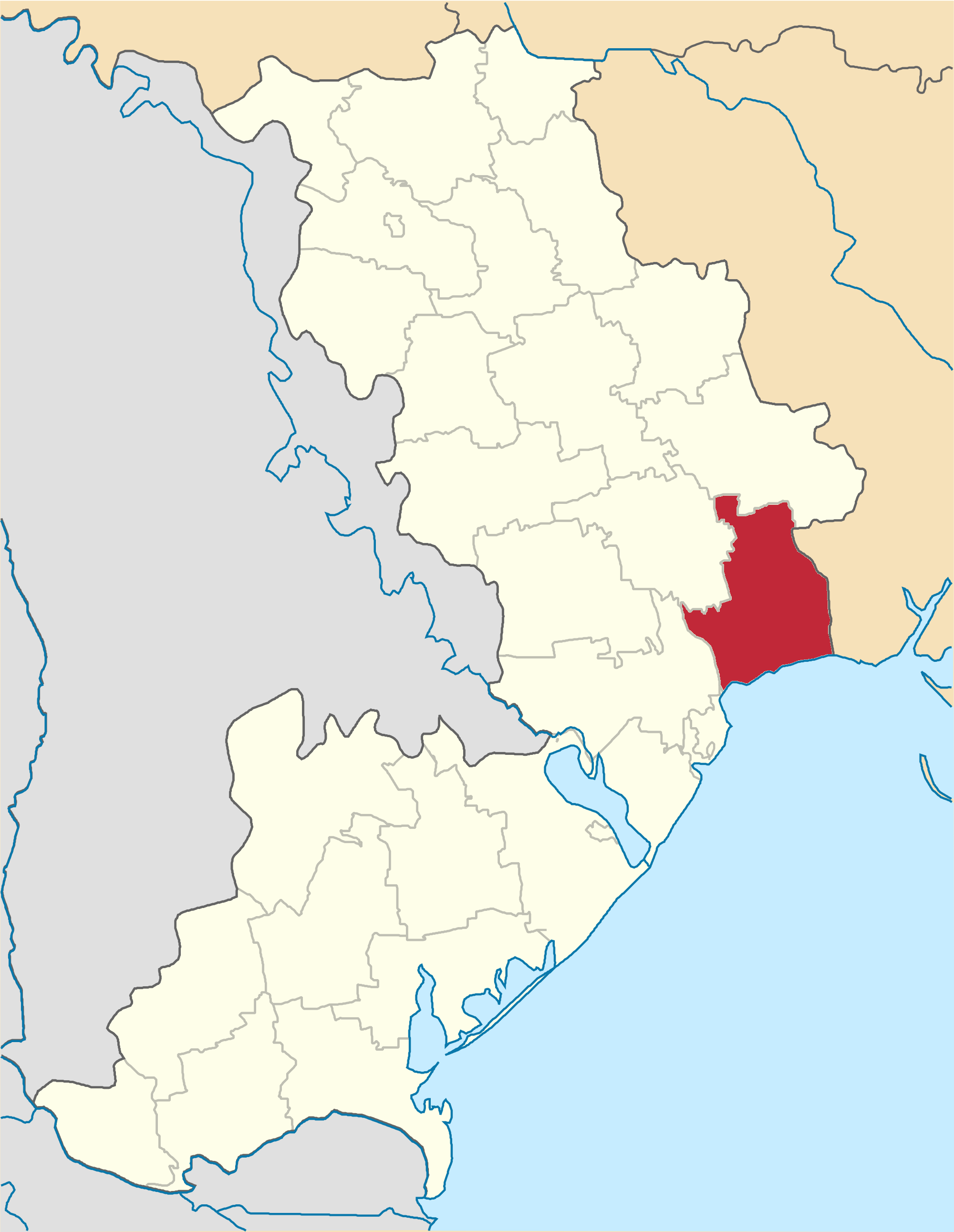
撤销前该区在敖德萨州的位置

利曼區（烏克蘭語：Лиманський район），曾是烏克蘭的一個區，位於該國西南部，由敖德薩州負責管轄，首府設於多布羅斯拉夫，面積1,487平方公里，2011年人口69,307，人口密度每平方公里46.6人。
该区在2020年7月18日的乌克兰行政区划改革中被撤销，改革后敖德萨州下分为7个区，该區合并至敖德萨区。